# Cistus populifolius
Espèce
Le Ciste à feuilles de peuplier (Cistus populifolius) ou Ciste de Narbonne est une espèce de plantes à fleurs de la famille des Cistacées.

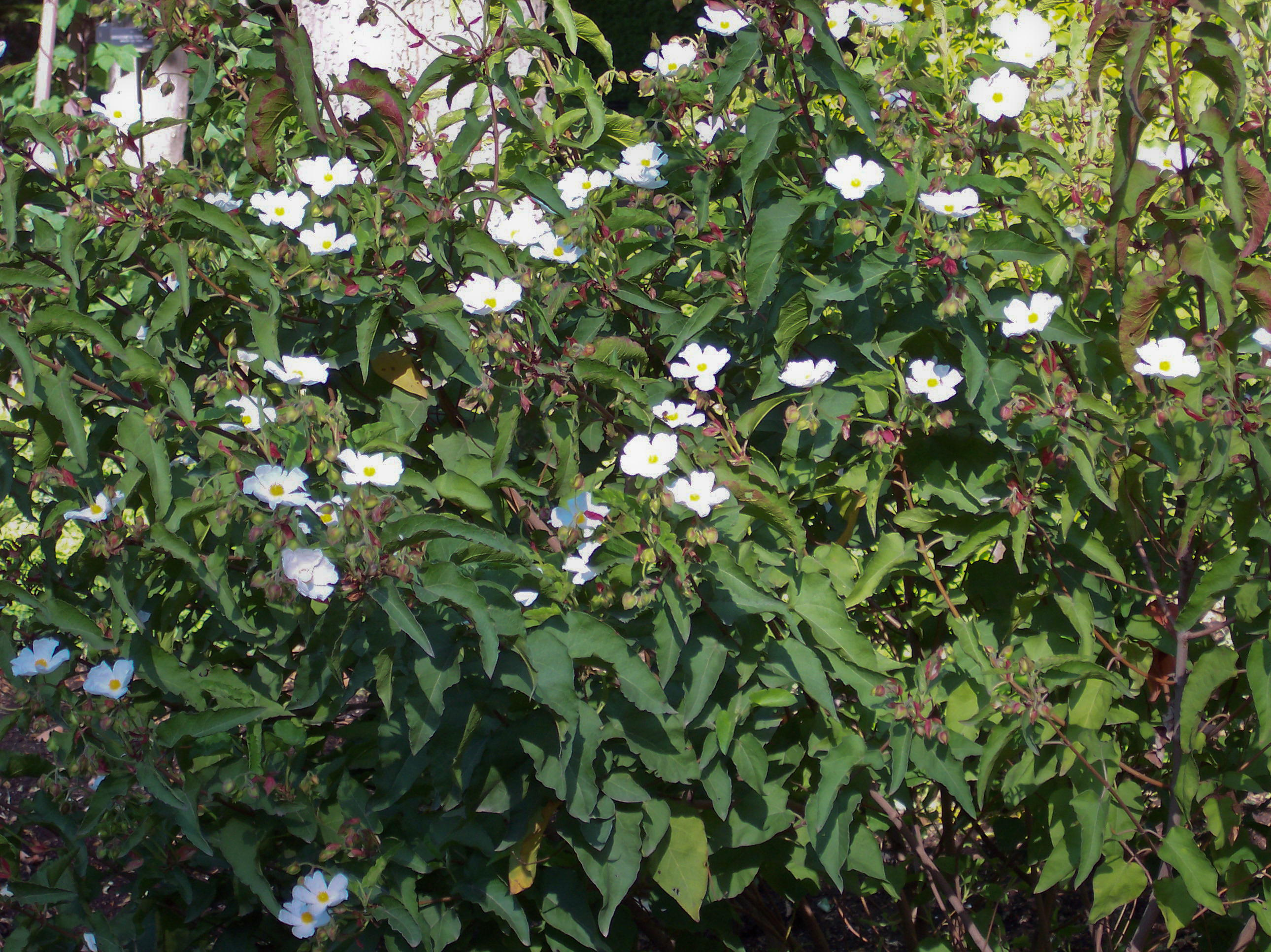

## Description
C'est une plante de la même taille que Cistus laurifolius. Elle pousse aux mêmes endroits que le Ciste porte-laudanum, mais occupe des lieux plus ombragés (étant une espèce moins héliophile) et plus frais. Ses feuilles sont simples, opposées, pétiolées, étroites à la pointe et cordées à la base, de sorte qu'elles peuvent ressembler à celles de peupliers. Les fleurs naissent sur de longs pédoncules sous forme de corymbes, et ces fleurs étant blanches et très voyantes, l'espèce sert parfois de plante ornementale.

## Taxonomie
La description de Cistus populifolius par Carl von Linné parut dans Species Plantarum, vol. 1, p. 523, en 1753.
Étymologie
Cistus : provenant du grec kisthós, latinisé en cisthos, nom donné à diverses espèces du genre Cistus L. Quelques auteurs font découler ce nom du mot grec kístē (caisse, corbeille, panier) en raison de la forme des fruits du genre.
populifolius : építhète latin qui signifie « [avec des] feuilles comme celles du genre Populus (peuplier) ».
Synonymes
- Cistus cordifolius Mill.
- Cistus latifolius Sweet
- Ledonia populifolia (L.) Spach
- Libanotis populifolius (L.) Raf.[6]
- Cistus narbonensis, Rouy et Fouc[7]

## Noms vernaculaires
Les noms vernaculaires de l'espèce sont Ciste à feuilles de peuplier et Ciste de Narbonne.